# Susana de Noronha
Susana de Noronha, é uma antropóloga portuguesa, doutorada em sociologia e investigadora no Centro de Estudos Sociais (CES) da Universidade de Coimbra. Além da investigação, trabalha como professora auxiliar convidada no Departamento de Sociologia, do Instituto de Ciências Sociais (ICS) da Universidade do Minho.
Ela é membro fundador da AIDA - Social Sciences Research Network on Artificial Intelligence, Data, and Algorithms. Além disso, ocupa o cargo de embaixadora portuguesa da The Association for the Study of Death and Society, sediada no Reino Unido. Anteriormente, ocupou o cargo de coordenadora do Núcleo de Estudos sobre Ciência, Economia e Sociedade (NECES-CES) e foi membro da Comissão Permanente do Conselho Científico do CES (de 2020 a janeiro de 2022).
Concentrada na interseção dos estudos de arte, ciência e tecnologia, tem se debruçado sobre a antropologia médica e antropologia da arte e cultura material. O seu trabalho, de natureza qualitativa e interdisciplinar, concentra-se em experiências, narrativas e tecnologias de saúde e doença, bem como em outras materialidades. Atualmente, ela se interessa por colaborações entre ciência, arte e comunidade, explorando como a inteligência artificial pode influenciar as histórias que contamos e os mundos que criamos. Além da vida académica, é ilustradora, prática que influencia o seu trabalho académico. É também poeta e letrista, com trabalho publicado em três álbuns, um EP e quatro coletâneas de música portuguesa.

## Contribuições e Pesquisas
Autora de três monografias de pesquisa, capítulos de livros e artigos científicos, explorando representações de doença, tecnologias e materialidades biomédicas nas artes visuais, inaugurou em Portugal os estudos sobre a arte e a cultura material da doença oncológica, o seu campo de trabalho desde 2005. Reconhecida pelas suas dezenas de ilustrações científicas publicadas, é responsável pela introdução de uma nova metodologia denominada desenho etnográfico criativo, revitalizando essa prática com o uso de metáfora e imaginação, ampliando as formas de produção das ciências sociais. O seu trabalho já lhe rendeu várias participações em universidades e apresentações na comunicação social nacional.

### Obras

#### A Tinta, a Mariposa e a Metástase: a Arte como Experiência, Conhecimento e Ação sobre o Cancro de Mama
Na sua primeira obra, publicada em 2009, a investigadora analisa e comenta 24 projetos artísticos produzidos por mulheres, todos relacionados à experiência feminina do cancro de mama. A autora aborda a arte como uma parte da própria vivência da doença, explorando como ela molda como o cancro é vivenciado, compreendido e enfrentado. Desde o diagnóstico até às vivências cirúrgicas, Noronha retrata como a arte é utilizada como ferramenta de expressão pelas mulheres que enfrentam o cancro. Por meio de uma variedade de formas artísticas, incluindo fotografia, pintura, desenho, escultura e colagem, a autora demonstra como a arte pode ser uma forma de conhecimento e intervenção, tanto individualmente como coletivamente. Ao misturar conhecimento empírico, biomédico e social, as artistas redefinem a vivência do cancro como uma realidade socialmente construída, além da visão médica tradicional.

#### Objetos Feitos de Cancro - Mulheres, Cultura Material e Doença nas Estórias da Arte
Na sua segunda obra, publicada em 2015, a autora investigou a cultura material da doença oncológica, examinando as materialidades presentes em projetos artísticos criados por ou com mulheres que viveram a experiência do cancro. A autora explora como objetos hospitalares, domésticos e pessoais entrelaçam-se com diferentes fases da doença, desde o diagnóstico até à morte. Ao considerar uma ampla gama de formas artísticas, incluindo fotografia, pintura, desenho, colagem, modelagem, escultura e costura, Noronha ilustra como a doença se manifesta como uma experiência modular, enquanto os objetos existem e agem como realidades encastráveis dentro desse contexto. Esta abordagem teórica e metodológica continua assim o retrato da interseção entre arte, doença e cultura material.

#### Cancro Sobre Papel: estórias de oito mulheres portuguesas entre palavra falada, arte e ciência escrita
Na peça final da sua trilogia, publicada em 2019, Susana de Noronha coleta experiências e estórias de oito mulheres portuguesas com cancro, utilizando uma abordagem qualitativa, intersubjetiva e transdisciplinar. Integrando saberes do corpo, palavra falada, escrita criativa, fotografia, desenho e pintura, este projeto busca uma compreensão ontológica, epistemológica e performativa da arte como parte integrante da vivência do cancro. A investigadora reflete sobre os elementos que moldam as experiências das mulheres, combinando texto e imagem para criar uma ciência social ilustrada que amplie o impacto e os resultados públicos da pesquisa.

## Carreira académica

#### Trajetória Académica
| Ano  | Ciclo de Ensino  | Curso                   | Entidade                                                      | Ref.   |
| ---- | ---------------- | ----------------------- | ------------------------------------------------------------- | ------ |
| 2003 | Licenciatura     | Antropologia            | Faculdade de Ciências e Tecnologia da Universidade de Coimbra | [ 16 ] |
| 2007 | Mestrado         | Sociologia              | Faculdade de Economia da Universidade de Coimbra              | [ 16 ] |
| 2012 | Doutoramento     | Sociologia              | Centro de Estudos Sociais (CES)                               | [ 16 ] |
| 2012 | Doutoramento     | Sociologia              | Faculdade de Economia da Universidade de Coimbra              | [ 16 ] |
| 2018 | Pós-doutoramento | Sociologia/Antropologia | CES da Universidade de Coimbra                                | [ 16 ] |

#### Carreira de Investigação
| Ano           | Ciclo de Ensino  | Posição                  | Entidade                               | Ref.   |
| ------------- | ---------------- | ------------------------ | -------------------------------------- | ------ |
| 2006          | Mestrado         | Bolseira de Investigação | Fundação para a Ciência e a Tecnologia | [ 17 ] |
| 2008-2011     | Doutoramento     | Bolseira de Investigação | Fundação para a Ciência e a Tecnologia | [ 17 ] |
| 2013-2018     | Pós-Doutoramento | Investigadora            | CES                                    | [ 17 ] |
| 2018-presente |                  | Investigadora            | CES                                    | [ 17 ] |
| 2019-presente | 2019-presente    | Investigadora Associada  | CES                                    | [ 17 ] |

#### Carreira Docente
| Ano           | Entidade                                             | Ref.   |
| ------------- | ---------------------------------------------------- | ------ |
| 2004-2005     | Escola Superior Agrária de Coimbra                   | [ 18 ] |
| 2019-2022     | Conselho Latino-americano de Ciências Sociais        | [ 18 ] |
| 2018-2024     | Centro de Estudos Sociais, Universidade de Coimbra   | [ 18 ] |
| 2022-presente | Instituto de Ciências Sociais, Universidade do Minho | [ 18 ] |

### Prémios e distinções
| Ano  | Prémio | Entidade                                                               | Ref.   |
| ---- | --- | ---------------------------------------------------------------------- | ------ |
| 2023 | Mulheres na Ciência 2023                                                                                    | Ciência Viva, Agência Nacional para a Cultura Científica e Tecnológica | [ 19 ] |
| 2023 | 30 Anos, 30 Antropólogos                                                                                    | Departamento de Ciências da Vida (DCV), Universidade de Coimbra        | [ 19 ] |
| 2007 | Prémio CES para Jovens Cientistas Sociais de Língua Portuguesa 2007                                         | CES, Universidade de Coimbra                                           | [ 20 ] |
| 2003 | Prémio Bernardino Machado 2003 (Aluno Com Classificação Final mais Elevada na Licenciatura em Antropologia) | Faculdade de Ciências e Tecnologia da Universidade de Coimbra          | [ 19 ] |

## Carreira artística
A jornada artística de Susana de Noronha começou na infância, onde desenhar pessoas, objetos e eventos tornou-se uma parte integrante da sua vida. Ao longo da adolescência, como estudante de arte e design, os seus cadernos de esboços foram preenchidos com representações intricadas de olhos, rostos, mãos e árvores, cada um servindo como temas centrais que refletiam o seu estilo artístico em evolução. O desenho, essencialmente, tornou-se um aspeto definidor da sua identidade e potencial.
Ao fazer a transição para a sua carreira como antropóloga, Susana de Noronha integrou as suas habilidades criativas nos seus empreendimentos académicos, remodelando noções tradicionais de ciências sociais, ilustração científica e desenho etnográfico. Longe de ser apenas um complemento às suas atividades profissionais, a arte formou a base da sua metodologia de pesquisa. Embora possa não se identificar como artista no sentido tradicional, ela vê-se a si mesma como uma cientista social que utiliza a arte como meio tanto de compreender como de se envolver com os seus objetos de estudo.

No seu trabalho académico, Susana de Noronha produziu uma variedade diversificada de ilustrações, cada uma delas imbuida de metáfora e imaginação, enriquecendo o discurso dentro do seu campo. Estas ilustrações servem como narrativas visuais, complementando e realçando o conteúdo escrito de ensaios, artigos e capítulos de livros. Na sua carreira artística, produziu também poemas e letras, escrevendo diversas canções para o projeto At Freddy’s House e Pyroscaphe.